# Kisélesd
Kisélesd (szlovákul: Kostiviarska) Besztercebánya városrésze, egykor önálló község Szlovákiában, a Besztercebányai kerületben.

## Fekvése
A városközponttól 2 km-re északra, a Beszterce-patak partján fekszik.

## Története
Fényes Elek 1851-ben kiadott geográfiai szótárában így ír a településről: „Kosztivjarszka, tót falu, Zólyom vármegyében, a beszterczei völgyben, rónán, a Besztercze folyamtól áthasitva, ut. p. Beszterczebánya. Földe agyagos homok, melly buzát kivéve, mindent megterem. Van 8 1/2 urb. telke, de majorság nincs. Lakja 290 kath., 60 ágostai, kik kir. hámorosok és földmüvelők. Van itt egy papirgyár, és egy vashámor. Birja a kir. kincstár és Beszterczebánya városa.”
1910-ben 462, túlnyomórészt szlovák lakosa volt. 1920 előtt Zólyom vármegye Besztercebányai járásához tartozott.

## Külső hivatkozások
- Kisélesd Szlovákia térképén

## Lásd még
- Besztercebánya
- Foncsorda
- Garamkirályfalva
- Garamsálfalva
- Keremcse
- Majorfalva
- Olmányfalva
- Pallós
- Radvány
- Rakolc
- Rudló
- Szakbény
- Szentjakabfalva
- Szénás
- Zólyomszászfalu